# Amanda Shantz
Amanda Shantz (* 29. Mai 1979 in Toronto, Kanada) ist Professorin für Management und Direktorin des MBA-Programms an der Universität St. Gallen.

## Werdegang
Shantz absolvierte ihr Bachelorstudium in Soziologie an der McGill University in Montreal im Jahr 2002. Ein Jahr darauf absolvierte sie den Master of Science in Human Resources Management an der London School of Economics in London. Ihre Promotion erlangte sie 2008 an der University of Toronto auf dem Gebiet Employment Relations and Human Resource Management. Der Titel ihrer Dissertation lautet An exploratory field experiment of the effect of non-conscious and conscious goals on employee performance (zu deutsch: Ein exploratives Feldexperiment zur Wirkung unbewusster und bewusster Ziele auf die Mitarbeiterleistung). Im Jahr 2009 absolvierte sie ein Postgraduiertenstudium an der Kingston University in Grossbritannien. Von 2008 bis 2011 war Shantz als Dozentin am Department of Leadership, Human Resources and Organisation der Kingston Business School in London tätig, danach folgte ein Jahr als Dozentin am Woodsworth College der University of Toronto. Von 2012 bis 2014 war Shantz Assistenzprofessorin an der School of Human Resources Management der York University in Toronto. Von 2014 bis 2016 war sie als Associate Professor am Department of Management der IESEG School of Management in Paris tätig, bevor sie 2016 als Reader for Human Resources and Organisational Behaviour an die Greenwich Business School der University of Greenwich in London wechselte. Seit 2017 war sie ausserordentliche Professorin für Human Resources an der Trinity Business School in Dublin. Seit dem 1. Juli 2021 ist sie Ordinaria für Management an der Universität St. Gallen.
Sie ist kanadische Staatsbürgerin.

## Forschungsschwerpunkte
Der Forschungsschwerpunkt von Shantz liegt in den Themen Engagement am Arbeitsplatz und wertebasierte, sozialorentierte Führung. Sie setzt sich besonders damit auseinander, wie Arbeitsplätze gestaltet werden können, damit eine gefühlte Sinnhaftigkeit bei der Arbeit entsteht. Im Fokus hat sie dabei auch Arbeitskultur und wie man eine Kultur schafft, die Engagement hervorruft sowie aufrechterhält. Sie doziert vor allem im Bereich Human Resource Management und Organisationspsychologie.

## Auszeichnungen
Für ihren Artikel Building an Ethically Strong Organization im MIT Sloan Management Review (2018) erhielt Shantz gemeinsam mit ihrer Co-Autorin Catherine Bailey den Richard Beckhard Memorial Prize 2019.

## Publikationen
Shantz publizierte 44 peer-reviewed Artikel (Stand 2023). Davon sind 13 Artikel in FT 50 Journalen publiziert worden. Ausgewählte Artikel sind folgende aufgeführt:
- mit Catherine Bailey: Building an Ethically Strong Organization. In: MIT Sloan Management Review. 2018.[5]
- mit Nils Fürstenberg, Kerstin Alfes: Meaningfulness of work and supervisory‐rated job performance: A moderated‐mediation model: 2020, doi:10.1002/hrm.22041.
- mit Melissa Jane Sayer, Janice Byrne, Kiera Dempsey-Brench, Shirley Kavanagh: In the eye of the storm: Turbulent times and the MBA. 2021, doi:10.5465/AMBPP.2021.258.